# Red een Kind
Red een Kind (ook bekend als Help a Child) is een internationale, christelijke ontwikkelingsorganisatie. Het Nederlandse kantoor is gevestigd te Zwolle. De stichting werkt in gebieden waar veel armoede is en op plekken waar een ramp of (dreigend) conflict kinderen en gezinnen extra kwetsbaar maakt. Ze werkt samen met verschillende Nederlandse, internationale en lokale organisaties in India, Kenia, Malawi, Burundi, Rwanda, DRC, Oeganda, Somalië en Zuid-Soedan. De focus van de projecten ligt op het versterken van kwetsbare gemeenschappen, zodat zij hun leefomstandigheden en kansen zelf duurzaam kunnen verbeteren. 
De organisatie beschikt over een CBF-keurmerk en wordt aangemerkt als Algemeen nut beogende instelling (ANBI). De inkomsten zijn grotendeels bestemd voor trainingen op het gebied van duurzame landbouw, onderwijs, economische veerkracht en psychosociale ontwikkeling.

## Geschiedenis
Red een Kind begon in 1966 met een actie van het echtpaar Hans & Anky Rookmaaker. Op voorstel van diakenen van de Gereformeerde kerk Vrijgemaakt te Zwolle werd in maart 1968 de Stichting opgericht. In de statuten werd verankerd dat alleen met zelfstandige organisaties in de betrokken landen werd samengewerkt en uitsluitend met financiële hulp. Er werd gewerkt met een lumpsum per geholpen kind. De geschiedenis van de organisatie valt uiteen in drie delen: Tot 1995 vormde het bestuur de directie, waarbij Anky Rookmaaker de dagelijkse verantwoordelijkheid had. De tweede fase volgde na een bestuurscrisis in 1996. In maart 1997 werd voor het eerst een directeur benoemd, Albert Hengelaar. Hij introduceerde noodhulp bij rampen en hulp aan kinderen in gezinnen, het zgn. Family First Programme. De bestaande partners waren geheel verantwoordelijk voor deze hulp. In het jaarverslag van 2001 wordt uitdrukkelijk uitgesproken dat kinderen alleen indien noodzakelijk in een tehuis worden opgenomen. Ook wordt de administratie zo veel mogelijk verplaatst naar een eigen kantoor in India. In het jaar 2004 werd de naam veranderd in Red een Kind. De derde fase volgde in 2005 met voor het eerst steun van de Nederlandse overheid. Hiervoor moesten wel de oorspronkelijke statuten worden aangepast voor meer beleid beïnvloeding en het leidde uiteindelijk tot beëindiging van de samenwerking met de historische partnerorganisaties en kerken. Anno 2021 bereikt Red een Kind bijna 300.000 mensen in Azië en Afrika. 
Red een Kind heeft een hoofdvestiging in Zwolle en landenkantoren in Malawi, Burundi, Oeganda, Rwanda, Kenia, Democratische Republiek Congo en Zuid-Soedan. In India is 'Help a Child of India' inmiddels een zelfstandige zusterorganisatie.

## Projecten
Red een Kind voert projecten uit in de volgende landen:
India, Zuid-Soedan, Kenia, Oeganda, Malawi, Rwanda, D.R. Congo en Burundi.

## Noodhulp
Red een Kind komt ook in actie als er rampen uitbreken, samen met de andere leden van het Christelijk Noodhulpcluster. Daarnaast is Red een Kind lid van de Dutch Relief Alliance. 